# Kraftwerk Emden
Das Kraftwerk Emden ist ein von Statkraft betriebenes Kraftwerk in Emden. Es besteht aus einem mittlerweile stillgelegten Gas-und-Dampf-Kombikraftwerksblock und einem Biomasseblock, der weiter betrieben wird.

## Technik
Die GuD-Anlage wurde mit Erdgas befeuert und hatte eine installierte Leistung von 450 MW. Ein GuD-Kraftwerk ist eine Unterbauart eines Gaskraftwerks, bei der zur Verbesserung des Wirkungsgrads mit den ca. 450 °C heißen Abgasen der Gasturbine Dampf für eine nachgeschaltete Dampfturbine erzeugt wird. Damit wird der Brennstoff besser ausgenutzt. Im Fall des Kraftwerks Emden, das zu den ersten realisierten GuD-Kraftwerken zählt, beträgt der Gesamtwirkungsgrad 42 Prozent. Moderne Anlagen erreichen hingegen bis ca. 60 %.

## Geschichte
Bereits 1954 wurde am Standort ein Kraftwerk erbaut. 1972 ging dann das heutige Kraftwerk in Betrieb. 2009 erwarb Statkraft es von E.ON. 2012 wurde das Kraftwerk aus wirtschaftlichen Gründen vorläufig stillgelegt bzw. in die Kaltreserve überführt, während der Biomasseblock weiter betrieben wird.

## Kapazitätsreserve
Seit dem 1. Oktober 2020 befindet sich die Gasturbine mit 50 Megawatt in der Kapazitätsreserve der Übertragungsnetzbetreiber.